# Kinderdorp Neerbosch

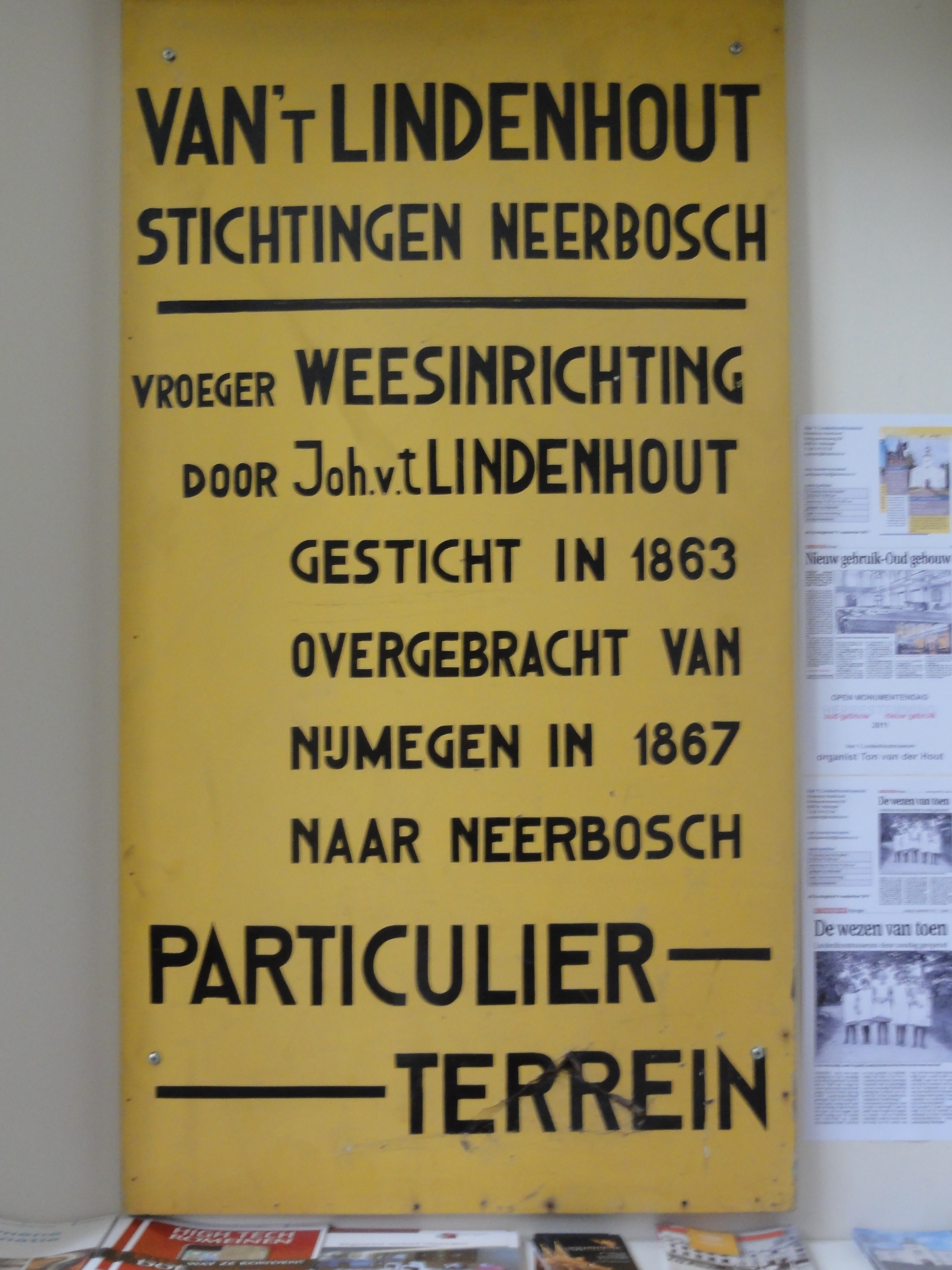
Bord Kinderdorp Neerbosch

Kinderdorp Neerbosch, oorspronkelijk Weezeninrichting Neerbosch of Weesinrichting Neerbosch, was een opvang voor wezen in Neerbosch(-West) in Nijmegen. Met ruim 1100 kinderen groeide de inrichting rond 1880 uit tot de grootste weesinrichting van Nederland.

## Geschiedenis

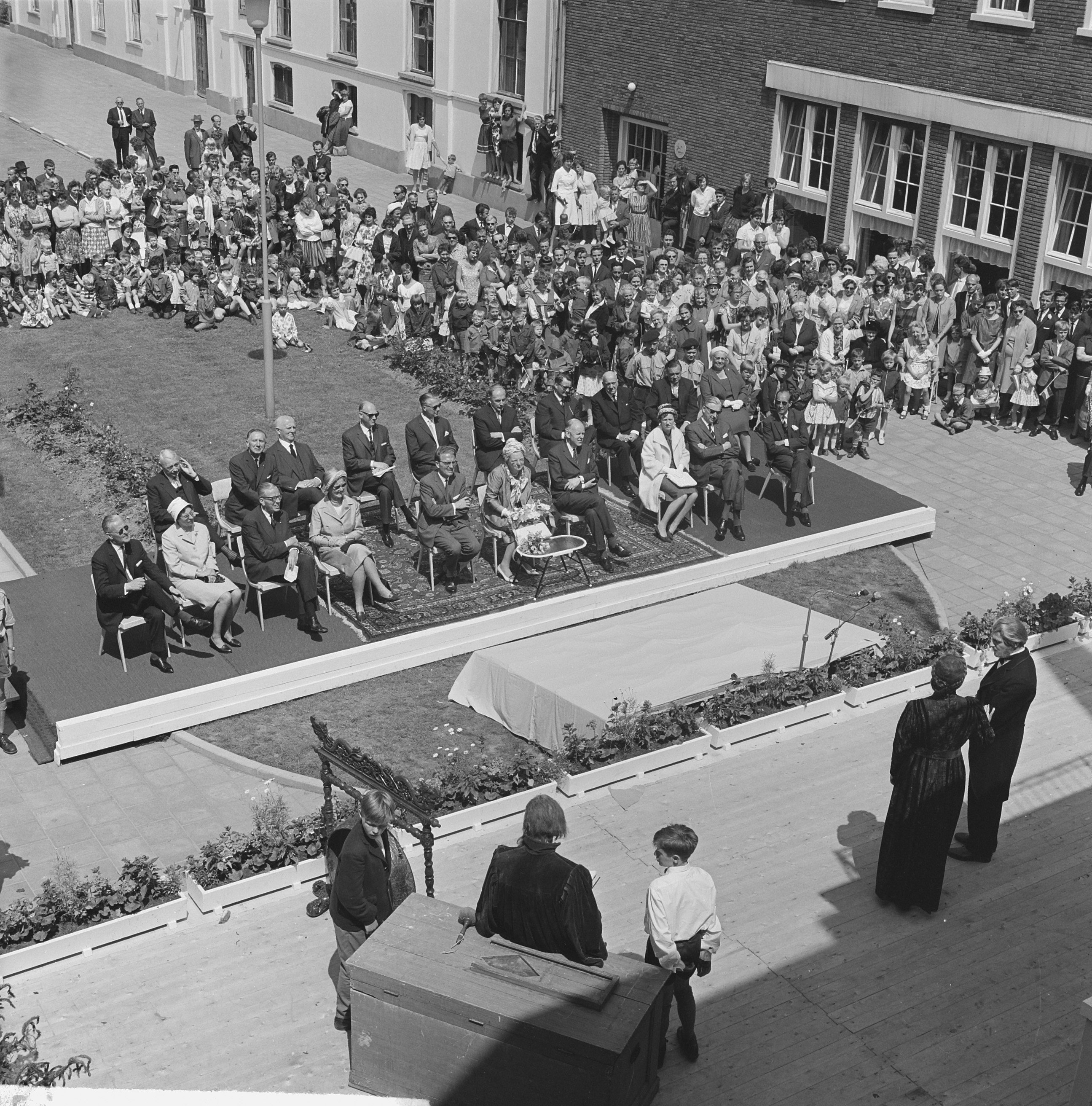
Bezoek van Koningin Juliana aan Kinderdorp Neerbosch in 1963

In 1863 werd door evangelist en bijbelverkoper Johannes van 't Lindenhout samen met zijn vrouw Hendrina Sipman een opvanghuis voor wezen in het centrum van Nijmegen gesticht, aan de Lange Brouwerstraat. Spoedig waren er al zo'n 80 kinderen opgenomen en was uitbreiding noodzakelijk, dit werd gevonden op een redelijk achterafgelegen terrein bij het dorp Neerbosch. In 1867 werd met de bouw van Weezeninrichting Neerbosch begonnen. De ingang van het ruim een kilometer lange toegangspad was gelegen vlak bij het witte kerkje aan de Dorpsstraat. Er kwam spoedig uitbreiding: naast het weeshuis zelf verrezen onder meer schoolgebouwen, een boerderij en een kerkje (de Beth-el-kerk, gebouwd in 1882), veelal door de kinderen zelf onder begeleiding van leermeesters gebouwd. In 1893 waren er ongeveer 1100 wezen opgenomen, daarna daalde het aantal. In 1930 waren er 500, volgens de in dat jaar gehouden volkstelling.

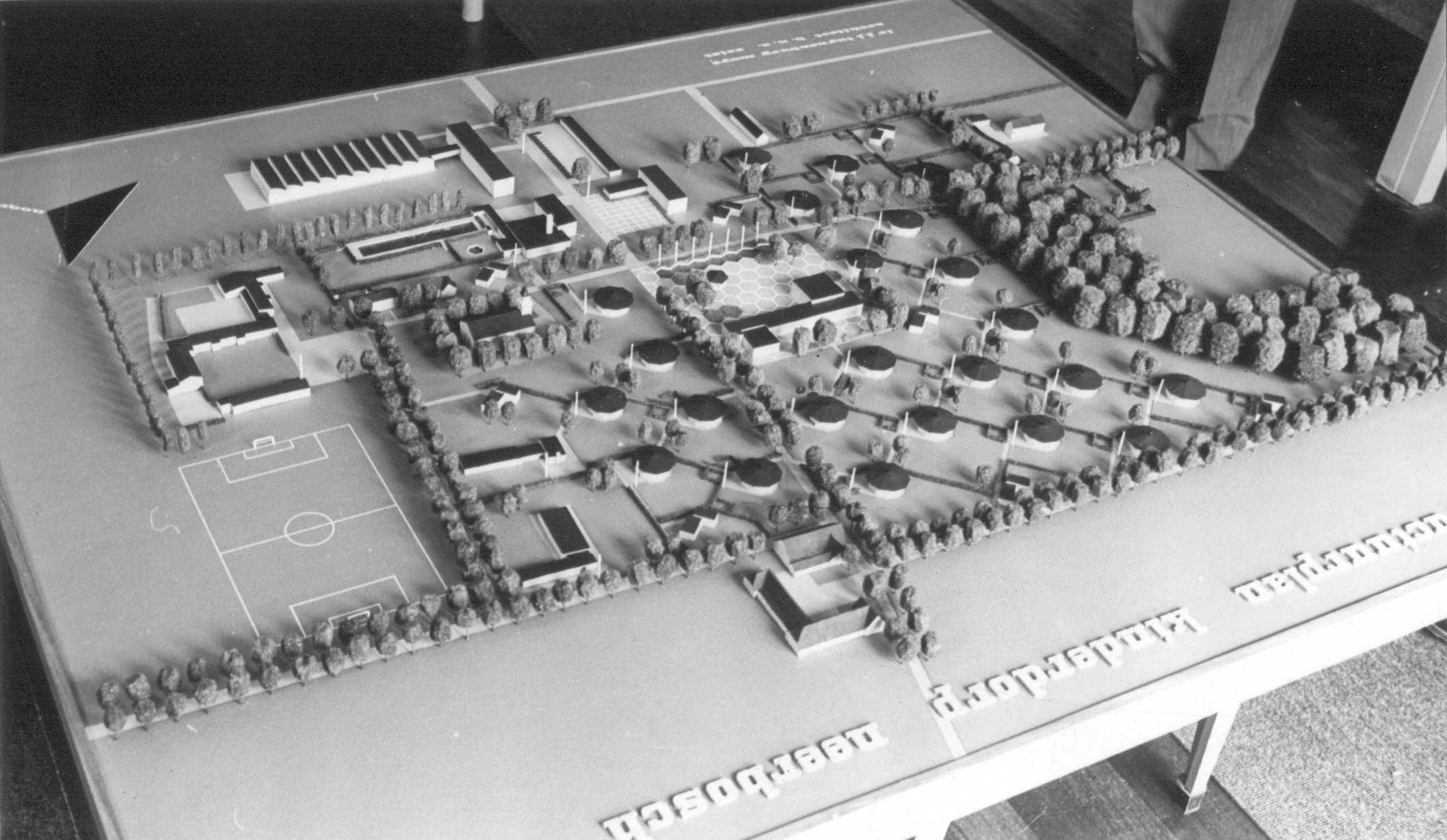
Een maquette van het Kinderdorp-Weesinrichting Neerbosch, 1963

In de jaren 60 van de afgelopen eeuw werd een groot deel van de oorspronkelijke gebouwen afgebroken om plaats te maken voor nieuwbouw. Alleen het kerkje en een rijtje huizen bleven de slopershamer bespaard. Ook de naam wijzigde in Kinderdorp Neerbosch en het was niet langer een weeshuis, maar een kinderbeschermingsinstelling. De organisatie was nog steeds van streng protestants-christelijken huize en werd door de destijds opgevangen kinderen als onpersoonlijk ervaren. Later is de naam van deze jeugdinrichting gewijzigd in Behandelcentrum Neerbosch.
Tegenwoordig bestaat de inrichting niet meer omdat de organisatie (die na enkele fusies Lindenhout is gaan heten naar de oprichter) dichter bij de stad wilde gaan zitten. De organisatie is zelfs niet meer in de regio Nijmegen actief. In het oude kerkje is het Van 't Lindenhoutmuseum gevestigd, waarin de historie van de weesinrichting centraal staat. Het complex zelf is in 2001 verkocht aan een projectontwikkelaar, die op het terrein een bedrijvenpark wil gaan bouwen. De oude gebouwen, allen monumenten, zullen blijven staan.
Inmiddels heeft het Dr. Leo Kannerhuis enkele logeerhuizen voor kinderen, jongeren & volwassenen met een stoornis in het autismespectrum ingericht in de voormalige leefgroepen van kinderdorp.
In de oude Weezenkapel is het Museum Kinderdorp Neerbosch, tot oktober 2024 Van 't Lindenhoutmuseum, gevestigd dat gewijd is aan de voormalige weesinrichting.